# Корреа, Рафаэль
Рафаэ́ль Висе́нте Корре́а Дельга́до (исп. Rafael Vicente Correa Delgado; род. 6 апреля 1963, Гуаякиль, Эквадор) — государственный и политический деятель Эквадора, президент Эквадора с 2007 по 2017 год.
Доктор экономики (2001), выпускник Университета Иллинойса (США). Преподавал экономику в Университете Сан-Франциско-де-Кито. Занимал пост министра экономики и финансов с 20 апреля 2005 по 9 августа 2005 года.

## Биография
Президентский пост завоевал на президентских выборах 26 ноября 2006 года благодаря своим социалистическим лозунгам в поддержку «простых людей» и антиамериканской риторике. Инаугурация состоялась 15 января 2007 года. На ней присутствовали президенты Боливии (Эво Моралес), Венесуэлы (Уго Чавес), Бразилии, Чили, Никарагуа (Даниэль Ортега), Перу, а также президент Ирана Махмуд Ахмадинежад.
По заявлениям Рафаэля Корреа, его внешнеполитический курс будет иметь целью образование единого латиноамериканского блока и борьбу с гегемонией США. Ещё в одном из предвыборных выступлений охарактеризовал президента США Джорджа Буша как «необычайно тупого» человека. Корреа выступает против создания зоны единой торговли с США и против продления действующего договора с США об аренде военно-воздушной базы вблизи города Манта (запад Эквадора).
На состоявшихся 26 апреля 2009 года президентских выборах Корреа был переизбран на второй срок. За него проголосовало 54 процента всех избирателей. На втором месте — бывший президент Лусио Гутьеррес (31 процент), на третьем — самый богатый житель Эквадора, банановый магнат Альваро Нобоа (8 процентов голосов). По сообщениям зарубежных наблюдателей, выборы прошли в целом без фальсификаций. Тем не менее, как действующий президент, Корреа имел множество преимуществ во время предвыборной кампании.
10 августа 2009 года он второй раз принёс присягу как Президент Эквадора и вступил в должность главы страны.
30 сентября 2010 года, во время массовых акций протеста, пострадал в результате нападения во время встречи с протестующими демонстрантами. В течение нескольких часов находился в заточении в госпитале, куда обратился за помощью и откуда был эвакуирован правительственными войсками.
На выборах 17 февраля 2013 года одержал победу и был переизбран в третий раз на пост Президента Эквадора. В 2017 году отказался переизбираться на следующий срок. От правящей партии был выдвинут кандидатом бывший вице-президент Эквадора Ленин Морено, который и победил на выборах, прошедших в 2017 году. Корреа передал свои полномочия Ленину Морено 24 мая 2017 года.
С 2017 года Корреа проживает в Бельгии. В июле 2018 года эквадорский суд вынес постановление об его аресте по обвинению в причастности к похищению депутата Фернандо Бальды, которое произошло в 2012 году, и объявил бывшего президента в международный розыск. В апреле 2020 года эквадорский суд признал Корреа виновным в коррупции и заочно приговорил его к восьми годам тюремного заключения.
С 1 марта 2018 года Корреа ведёт на российском телеканале RT на испанском языке политическое ток-шоу «Разговор с Корреа» (Conversando con Correa).

## Политическая идеология
Корреа относится к лагерю «социалистов XXI века» (этот проект развивал Уго Чавес, продолжают Николас Мадуро и Эво Моралес, а также правительство Кубы). Эта политика предполагает, прежде всего, увеличение государственного сектора в экономике. Лидеры этих стран обещают своим народам такие меры, как вложение прибылей в здравоохранение, образование, строительство жилищ для бедноты в городе и деревне, снабжение населения продовольствием по сниженным ценам, — то есть, улучшение жизни самых широких слоёв общества. В то же время эта идеология предполагает противостояние включению государств в «мировую неолиберальную систему», что должно позволить сохранить собственные богатства, и использовать их для повышения уровня жизни населения.

## Награды
- Большая цепь ордена Освободителя (2007, Венесуэла)[13]
- Цепь ордена Освободителя Сан-Мартина (2008, Аргентина)
- Большой крест с золотой звездой ордена Франсиско Морасана (2009, Гондурас)
- Цепь ордена Солнца (2010, Перу)
- Орден Августо Сезаро Сандино (2010, Никарагуа)